# Arres
Arres (španělsky Arrés) je španělská obec v Údolí Arán, v západní části autonomní oblasti Katalánsko. Žije zde 64 obyvatel.